# Jun Ishikawa

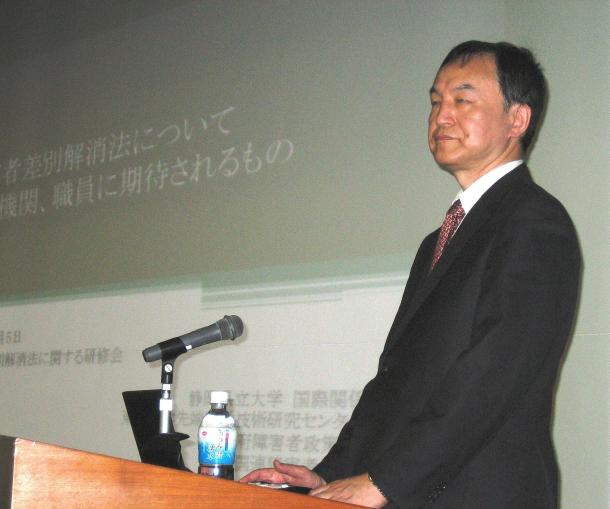
Jun Ishikawa

Jun Ishikawa (japanska: 石川淳?, Ishikawa Jun), född 7 mars 1899 i Asakusa i Tokyo, död 29 december 1987, var en japansk författare, översättare och kritiker. Hans egentliga namn var Ishikawa Kiyoshi, skrivet med exakt samma tecken. Ishikawa var den fjärde mottagaren av Akutagawa-priset 1936, för romanen Fugen (普賢).